# Levantei vipera

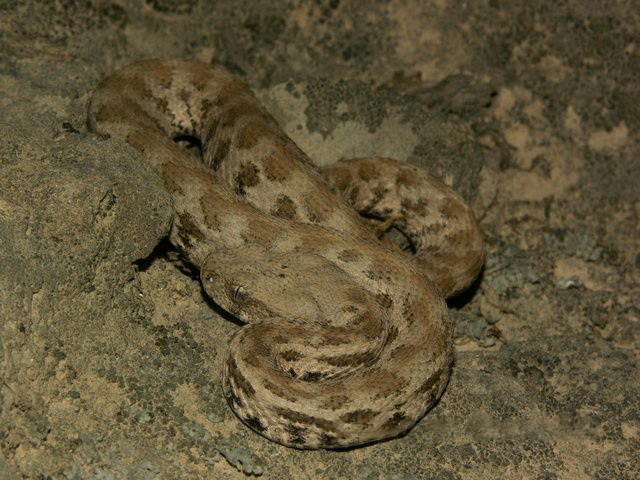
Macrovipera lebetina obtusa

A levantei vipera a hüllők osztályába, a kígyók alrendjébe, és a viperafélék családjába tartozó faj.

## Névadás
A Vipera lebetina esetében a már közhasználatúvá vált Daboia nem nevét alkalmazzák. Ezt már John Edward Gray bevezette 1842-ben a Russel-vipera (Daboia russeli) és 1849-ben a hegyi vipera (Daboia xanthina, ma Vipera xanthina) első leírásánál. Az utána következő kutatók nem szenteltek időt a vizsgálatoknak és a Daboia-t a Vipera szinonimájának tekintették. Először Fritz Jürgen Obst (1982/83) választotta el a „keleti”-eket az „európai” viperáktól mint sajátos Daboia nemzetséget (Gray, 1842). Ő alaktani, toxikológiai és állatföldrajzi érvekkel indokolta véleményét.
A legfrissebb kutatások (Herrmann, Joger & Nilson, 1992) szerint a Macrovipera nemhez tartozik.

## Rendszertan
Az „európai” viperák 1. alcsoportja (Vipera ursinii, V. barani, V. berus, V. seoanei és V. kaznakovi) és a 2. alcsoportja (V. aspis, V. latasti és V. ammodytes) között átmenet adódik, mivel a Vipera seoanei cantabrica (Lataste, 1879) és a Vipera aspis zinnikeri (Linnaeus, 1758) alfajok morfológiailag igen hasonlóak és taxonómiailag vitatottak. Ez is azt igazolja, hogy a taxonómia szelektív látásmódja nem minden esetben hatékony. Ezzel párhuzamosan a Daboia-formakör (D. russeli, Macrovipera lebetina, M. mauritanica, Macrovipera schweizeri Vipera albicornuta, V. bornmuelleri, V. bulgardaghica, V. latiffii, V. palaestinae, V. raddei, V.wagneri és V. xanthina) fajai jól elkülöníthetőek.
A Daboia-formakörhöz tartozók azzal tűnnek ki, hogy a Pileus pajzsai pikkelyekké olvadtak szét, melyek a fej felső részén erősen élezettek. A Supraocularia (szem feletti pajzs) kis pikkelyekké való felolvadása a M. lebetina és a M. mauritanica esetében egy irányzatot mutat (erősíti a formakör tézisét), és az orr feletti mélyedésnél a Nasalénak közvetlen érintkezése van a Rostraléval, ezek a genus további jellemzői. A nagy pajzsok atavisztikus előfordulása a fej felső részén, és egy irányzata az orr protuberanciájának ismeretlen.
Obst a keletkezés központjául a Vipera genusz 1. alcsoportja esetében a mai Kelet-Európát tekinti Kazahsztánig, míg a 2. alcsoportnál az Alpok vidékét. A Daboia-formakör valószínűleg Kis-Ázsiában keletkezett és a földrajzi gátak miatt az első kettőtől el van választva (Obst, 1982/83).
A Vipera nem két csoportba tagolható, a kis „európai” viperák és a „keleti” viperák ugyanarra a törzsre vezethetőek vissza. Az ősi forma főtörzse egyenesen vagy közvetlenül a „keleti” viperákhoz vezet, míg az eredetibb „európai” viperák korán leágaztak róla. Ezektől (=1. alcsoport) akkor levált az aspis-formakör (2. alcsoport). Ez az elkülönülés már a pliocénban megtörtént. Groombridge az előbb említett külső ismérveken kívül még belsők jelenlétét is megnevezi, nevezetesen egy elől lévő azygos-vénát, valamint a nyakszirti ágban a Musculus depressor mandibulae redukcióját, melyek a „keleti” viperáknál találhatóak meg.

### Alfajai
Macrovipera lebetina cernovi (Chikin & Szczerbak, 1992)
- Elterjedése: Észak-Irán, Dél-Türkmenisztán, Afganisztán és Pakisztán
- Haspikkelyek: (továbbiakban Ventralia) 146-163?
- Hátpikkelyek: (továbbiakban Subcaudalia) 25 sorban?
- Hossza: 160 cm-ig
- Szaporodása: Ovopar

Közönséges levantei vipera (L., 1758) Macrovipera lebetina lebetina (Vipera lebetina lebetina)
- Elterjedése: Ciprus
- Ventralia: 146-163
- Subcaudalia: 25 sorban
- Hossza: 150 cm-ig
- Szaporodása: Ovopar

Macrovipera lebetina obtusa (Dwigubskij, 1832)
- Elterjedése: Törökország, Szíria, Libanon, Irak, Észak-Jordánia, Kaukázus, Irán, Dél-Afganisztán, Pakisztán, Észak-India
- Ventralia: 167-177
- Subcaudalia: 24-27 sorban
- Hossza: 170 cm-ig
- Szaporodása: Ovopar és vivipar

miloszi vipera Macrovipera lebetina schweizeri (Vipera lebetina schweizeri)
Macrovipera lebetina transmediterranea (Nilson & Andrén, 1988)
- Elterjedése: Algéria, Tunézia
- Ventralia: 150-164
- Subcaudalia: 25 sorban
- Hossza: ?
- Szaporodása: Vivipar

turáni vipera (Cernov, 1940) Macrovipera lebetina turanica (Vipera lebetina turanica)
- Elterjedése: Türkmenisztán
- Ventralia: 166-177
- Subcaudalia: 24-27 sorban
- Hossza: 160 cm-ig
- Szaporodása: Ovopar

## Megjelenése
A Macrovipera nem fajai általában világos alapszínen sötétebb, ritkábban intenzív mintázatot viselnek. A test alapszíne világos okkertől a sötét, szürkés barnáig változhat az élettértől függően.
A Macrovipera lebetina nemének legfejletteb faja. A Pileus pajzsoltsága, beleértve a Supraoculariát is, tökéletesen feloldódott kicsi, élezett pikkelyekbe. Kivételt a Macrovipera lebetina turanica alfaj egyedei képeznek, melyek atavisztikus ismérvként még nagy, szem feletti pajzsokkal is rendelkeznek. Az erősen élezett hátpikkelyek 23-27 sorban állnak. A legutolsó, haspajzsokkal határos sor részben csak gyengén élezett. Szembetűnő nemi kétalakúság van jelen a méretet illetően, mert a hímek a nőstényt egy fél testhosszal is felülmúlhatják.
A mérgük kezelés nélkül, toxikussága miatt halálos kimenetelű is lehet.

## Szaporodása
Alfajtól függően szaporodnak tojással (ovoparia) vagy elevenszüléssel (viviparia). Tojással történő szaporodás esetében 51-77 nap (graviditási idő) után, a nőstény 5-8 tojást rak, melyek 37-48 nap alatt kelnek ki. Elevenszülő alfajok nőstényei 130-180 nap elteltével adnak életet utódaiknak.

## Ökológia – Élettér és élőhelyválasztás
A levantei vipera Délnyugat-Ázsia nagy részét lakja, valamint néhány kükládi szigeten is előfordul. A teljes elterjedtségi terület kb. a 12. szélességi és 55. hosszúsági fokon (kb. 34.-36. északi szélesség és 25.-80. keleti hosszúság) és különböző klímazónákban terül el. Többnyire nyári szárazságban, meleg és forró klímán fordul elő. Azonban, az állatok nyirkos és hűvös mikroklímájú helyet keresnek. Megfigyelések szerint a levantei vipera előnyben részesíti az olyan lakóhelyeket, amelyek közel vannak a vízhez, mint az Égei-szigetek, valamint Dél- és Észak-Törökország. Kimondottan száraz élettérben, Irakban, és Türkmenisztánban is jelen van.
Miloszon a leggyakrabban a nyáron is részben kiszáradt szorosokban (Pitamos), sziklahasadékokban vagy gyökerek között élnek. Nem ritkán lehet az állatokat tavasszal a kavicson, görgetegen illetve a sekély vízben fekve találni. Nagyrészt leander, füge, boróka, tövises folyondár, kapricserje és más mediterrán növények által áthatolhatatlanul benőtt, általában szélcsendes és állandó mikroklímájú völgyekben élnek.
Szintén kedvelt életterüknek számítanak azok az elválasztó falak, melyek az egyes birtokok között, vagy kultúrvidékek határán találhatóak. Ez az élőhely tavasztól egészen kora nyárig magasabb nedvességtartalmú környezeténél.
Összefüggés van a nedves életterek és a tojásrakás között. Sok hüllő, melynél a fészekaljak hosszú inkubációt igényelnek, megtalálhatóak a sokkal szárazabbnak tűnő életterekben is.

## Cikkek
- Mario Schweiger – A miloszi levantei vipera (Vipera lebetina schweizeri) felkutatása és tartása terráriumban
- Chloe Adamopoulou & Efstratios D. Valakos & Anastasios Legakis – Feljegyzések a Kiklád tompaoirrú vipoera,
- Macrovipera schweizeri táplálkozásáról és szaporodásáról Robert Mertens – A Vipera lebetina schweizeri típusa
- Robert Mertens – A Kikládok levantei viperája
- Clemens Radspieler & Mario Schweiger – Daboia lebetina